# Constant Ménager
Constant Menager (Montataire, 15 de abril de 1889 - Amiens, 19 de dezembro de 1970) foi um ciclista profissional da França.

## Participações no Tour de France
Foi vencedor de 1 etapa do Tour de France.
- Tour de France 1907 : abandonou na 7ª etapa
- Tour de France 1908 : abandonou na 4ª etapa
- Tour de France 1909 : 7º colocado na classificação geral e vencedor de uma etapa
- Tour de France 1910 : 18º colocado na classificação geral
- Tour de France 1911 : 22º colocado na classificação geral
- Tour de France 1912 : abandonou na 4ª etapa
- Tour de France 1913 : abandonou na 3ª etapa
- Tour de France 1914 : 34º colocado na classificação geral
- Tour de France 1919 : abandonou na 2ª etapa